# Pierre Blain
Pierre Blain (La Garde-Guérin, 1340/1350 – Avignone, 12 dicembre 1409) è stato uno pseudocardinale francese, creato dall'antipapa Benedetto XIII.

## Biografia
Nacque ad La Garde-Guérin tra il 1340 ed il 1350. Era parente di papa Urbano V.
L'antipapa Benedetto XIII lo elevò al rango di (pseudo) cardinale nel concistoro del 24 dicembre 1395.
Morì il 12 dicembre 1409 ad Avignone.